# Dieudonné M'bala M'bala
Dieudonné M'bala M'bala (Fontenay-aux-Roses, 11 de febrero de 1966), más conocido como Dieudonné (pronunciado /djø.dɔ.ne/), es un actor y cómico francés. Se dio a conocer en 1993 haciendo pareja artística con el humorista Élie Semoun. Ambos formaron el dúo cómico Élie et Dieudonné hasta 1997. En paralelo, Dieudonné se ha caracterizado por una activa militancia política. Aunque inicialmente alineado con pensamientos izquierdistas y antirracistas, a principio de los años 2000 sus posturas bascularon hacia puntos de vista considerados como antisemitas dando lugar a notables polémicas que se han ido intensificando con el paso de los años. Políticamente el humorista se ha ido acercando a los postulados del Frente Nacional en particular, y de la extrema derecha en general abrazando posturas negacionistas. Tal situación ha derivado en numerosos problemas judiciales y en la prohibición del Gobierno francés de algunos de sus espectáculos como Le Mur a principio de 2014.

## Biografía
Nació en 1966 en Fontenay-aux-Roses (Hauts-de-Seine), hijo de padre camerunés y de madre francesa. Se hizo famoso en los años 1990 con el dúo que formaba con el cómico judío Elie Semoun. Se separaron en 1997 y Dieudonné colaboró a partir de entonces con otros cómicos y participó en películas como Astérix y Obélix: Misión Cleopatra de 2002. En aquellos años participó en campañas antirracistas y llegó a presentarse en 1997 como candidato a diputado en Dreux teniendo como rival a un miembro del Frente Nacional.

### Antisemita
La primera vez que fue acusado de antisemita fue en 2003 cuando apareció en un programa de televisión France 3, disfrazado de judío ortodoxo, con el rostro cubierto con un pasamontañas y uniforme militar e hizo un llamamiento a los jóvenes de la periferia a «unirse al eje del bien, el eje estadounidense-sionista», que concluyó con un saludo nazi al grito de «¡IsraelHeil!». El presentador del programa tuvo que disculparse ante la audiencia y su antigua pareja cómica Elie Semoun escribió una carta abierta en la que le dijo: «Ya no eres el que conocí». Cuatro años después Semoun escribió: «Se acabó. Dieudonné está en otro lugar, en el mundo del odio. Es como si hubiera vivido junto a un psicópata o a un pedófilo sin darme cuenta». Cuando Semoun hizo referencia en un programa de televisión a que le había perjudicado el reparto de ganancias con su antiguo compañero, Dieudonné le contestó: «¿Qué te pasa? ¿Son tus orígenes que emergen a la superficie?».
En esos años de principios del siglo XXI difundió en Francia la tesis antisemita norteamericana de que los judíos habían tenido un papel fundamental en la trata de negros y en su explotación en las plantaciones del sur de Estados Unidos, idea que había sido adoptada y difundida por Nación del Islam, pero que había sido rebatida por fantasiosa por figuras prominentes del mundo negro estadounidense como el académico Henry Louis Gates. Michel Wieviorka ha comentado que los espectáculos de Dieudonné «atraen la simpatía de una población que ya no tiene nada que ver con el antisemitismo clásico (nacionalista, cristiano, de extrema derecha), a riesgo de combinarse con él: personas de origen subsahariano o norteafricano, y a veces antillano, pueden identificarse con el odio a esos judíos sospechosos de haber participado en su desgracia histórica y de no querer que hoy se hable de ese pasado, lo cual es una construcción falaz».
En 2008 invitó a participar en su espectáculo al negacionista Robert Faurisson y al año siguiente cofundó y lideró la Lista Antisionista, que se presentó a las elecciones de ese año. En los carteles de propaganda apareció junto con Alain Soral haciendo el gesto de la quenelle (brazo izquierdo extendido hacia abajo y mano derecha cerca del hombro izquierdo). El gesto de la quenelle se convirtió en un fenómeno mediático mundial cuando en 2013 lo utilizaron el baloncestista Tony Parker y el futbolista Nicolas Anelka.
Los partidarios de Dieudonné consideran que, con un humor crudo y temerario, se dedica a criticar los principales dogmas emanados del orden institucional, religioso fundamentalista, cultural y artístico, y que ha quebrado algunos tabúes típicos de la sociedad francesa. Francois Laurent-Balsa, en un artículo de la revista de arte Éléments, caracteriza a Dieudonné con las siguientes palabras: «Es el virus Ébola del humor. Se insinúa en todas partes pese al cordón sanitario erigido a su alrededor». Y continúa: «Sean estos millonarios o proletarios, sobrecotizados o fallidos, los artistas contemporáneos no son más que animadores culturales, GO del capitalismo avanzado, que administran con otros (la canción pop, el foot business, los people) los tiempos libres (¿muertos?) de las sociedades poshistóricas. Profesionalmente hablando, son agentes de ambiente. Calientan el ambiente. Dieudo la electriza.»
El ministro del Interior Manuel Valls en agosto del 2013 condenó públicamente a Dieudonné y sus vínculos con Alain Soral.
Chrystel Camus, productora de su gira de 2013 Foxtrot, ha declarado al diario español El País que decidió no participar en su nuevo espectáculo de 2014, Le Mur, «porque su entorno me avisó de que incluía muchos, muchos temas antisemitas, como momentos en los que habla de quemar a los judíos como a palillos».
A principios de diciembre de 2013 la página web de Dieudonné fue bloqueada por un pirata informático y unos días después un grupo de jóvenes agredió a una persona que había aparecido en la web haciendo el gesto de la quenelle. A principios de 2014 su teatro de París Main d'Or tuvo que ser desalojado a causa de una amenaza de bomba.
Dieudonné participó en la denuncia del caso de Saïd Bourarach, un marroquí vigilante de un almacén que murió ahogado en un canal cuando le perseguían cuatro individuos, supuestos simpatizantes de la Liga de Defensa Judía, aunque el tribunal no encontró pruebas de que se tratara de un crimen «racista» o «religioso», ni tampoco de que fuera un «asesinato». Los cuatro perseguidores fueron acusados por el juez de instrucción de «violences volontaires ayant entraîné la mort sans intention de la donner avec usage ou menace d'une arme» ('violencias voluntarias que han acarreado la muerte involuntaria con uso o amenaza de un arma').
Pocos días después del atentado contra Charlie Hebdo del 7 de enero de 2015 fue detenido por la policía acusado de apología del terrorismo por haber publicado el 11 de enero un mensaje en Facebook en el que se leía —parafraseando el eslogan en favor de la revista Je suis Charlie Hebdo—, "Yo me siento Charlie Coulibaly", el apellido del terrorista que el jueves 8 había asesinado a una agente municipal desarmada y, el viernes 9, a cuatro judíos en el supermercado de comida kosher Hyper Cacher, en el este de París.
En noviembre de 2018 el diario español La Vanguardia informaba de que Dieudonné iba a realizar un espectáculo en Barcelona para criticar a Manuel Valls, candidato a la alcaldía de esa ciudad y que cuando fue primer ministro francés tomó diversas iniciativas para que fueran prohibidos sus espectáculos por racistas y antisemitas.

## Judicial
- 14 de junio de 2006, Dieudonné fue condenado a pagar 4500 Euros por difamación en contra de un presentador de televisión judío a matar niños en la armada de Israel.[15]
- 15 de noviembre de 2007, fue condenado a pagar 5000 Euros por llamar a judíos "vendedores de esclavos" en el Théâtre de la Main d'Or.[16]
- 26 de junio de 2008, fue condenado a pagar 7000 Euros por llamar a las comemoraciones del Holocaust pornographia memorial.[17]
- 27 de febrero de 2009, fue condenado a pagar 75000 dólares de Canadá en Montreal al cantante y actor Patrick Bruel por difamación al llamarle "soldado de Israel".[18]
- 26 de marzo de 2009, Dieudonné fue condenado a pagar 1.000 Euros y 2000 Euros por difamación de Elisabeth Schemla, una periodista judía trabajando por el ProcheOrient.info website.[19]
- 27 de octubre de 2009, fue condenado a pagar 1.000 Euros por insultar públicamente a gente de origen o fe judía como hizo con Robert Faurisson.[20]
- 8 de junio de 2010, fue condenado a pagar 10000 euros por difamación contra la LICRA (International League against Racism and Anti-Semitism), que él considera como una organización parecida a la mafia para perpetrar censura.[21]
- 10 de octubre de 2012, fue condenado a pagar 887.135 euros por evasión de impuestos. Dieudonné no pagó sus tasas desde 1997 hasta 2009.[cita requerida].
- 14 de enero de 2015, fue detenido por la policía acusado de apología del terrorismo por haber publicado el 11 de enero un mensaje en Facebook en el que se leía —parafraseando el eslogan en favor de la revista Je suis Charlie Hebdo—, "Yo me siento Charlie Coulibaly", el apellido del terrorista que, tras el atentado contra Charlie Hebdo, había asesinado en París a una agente municipal desarmada y a cuatro judíos en un supermercado de comida kosher.[13]
- 12 de noviembre de 2018: un tribunal de París anunció que sería juzgado en primavera por presunto fraude fiscal por valor de 1,5 millones de euros.[14]

## Espectáculos
- 1991 ~ 1993: Élie et Dieudonné
- 1993 ~: L'avis des bêtes - Une certaine idée de la France
- 1996: Élie et Dieudonné en garde à vue
- 1997: Tout seul
- 2000: Pardon Judas
- 2002: Cocorico !
- 2003: Le Divorce de Patrick
- 2004: Mes excuses
- 2005: 1905
- 2006: Dépôt de bilan
- 2007: Best-of 1: le meilleur de Dieudo
- 2008: Best-of 2: le meilleur de Dieudo
- 2008: J'ai fait l'con
- 2009: Sandrine
- 2010: Mahmoud
- 2011: Rendez-nous Jésus
- 2012: Foxtrot
- 2013: Le Mur
- 2014: Asu Zoa
- 2015: En paix
- 2016: Les Médias
- 2017: La Politique
- 2017: La Guerre
- 2018: L'Émancipation
- 2018: En vérité
- 2019: Gilets jaunes

## Filmografía
- 1991: Marc et Sophie (TV)
- 1991: Vivement lundi ! (TV)
- 1991: Maguy (TV)
- 1992: Les taupes-niveaux (TV)
- 1996: Le Passager (Corto metraje)
- 1997: Didier
- 1997: Le Déménagement
- 1997: Le clone
- 1998: Les 30 dernières minutes (TV)
- 1998: Le Derrière
- 1999: Vive nous
- 2001: Une famille très ordinaire
- 2001: Philosophale
- 2001: Voyance et Manigance
- 2001: HS Hors Service
- 2001: Astérix & Obélix
- 2002 y 2003: Caméra Café (TV)(2 episodios)
- 2003: Soyez prudents... (TV)
- 2003: Raisons économiques (Corto metraje)
- 2003: Les clefs de bagnole
- 2004: Les 11 commandements
- 2004: La Méthode Bourchnikov
- 2004: Casablanca Driver
- 2012: L'Antisémite
- 2013: Métastases

## Documentales sobre Dieudonné
- 2006: Dieudonné, La Bête Noire, realizado por una sociedad de producción de Dieudonné.
- 2009: Sans forme de politesse: regard sur la mouvance Dieudonné.
- 2009: Est-il permis de débattre avec Dieudonné?